# It Is In Us All
It Is In Us All ist ein Thriller von Antonia Campbell-Hughes, der im März 2022 beim South by Southwest Film Festival seine Premiere feierte.

## Handlung
Hamish Considine lebt in London. Weil seine Tante verstorben ist, zieht er zurück in seine Heimatstadt Donegal im Nordwesten Irlands, wo sie ihm ein Haus hinterlassen hat. Dort wurde auch seine verstorbene Mutter geboren. Hamish ist zum ersten Mal in Irland. Als er Donegal während der Anreise immer näher kommt, kracht plötzlich ein Auto, das ihm in falscher Richtung auf seiner Fahrbahn entgegenkommt, frontal in seinen Mietwagen. Hamish wacht am nächsten Tag im Krankenhaus auf. Er hat sich bei dem Unfall einen Arm gebrochen. Der Fahrer des anderen am Unfall beteiligten Wagens, ein Teenager, ist gestorben. Der Arzt will Hamish noch einige Tage zur Beobachtung im Krankenhaus behalten.
Clara, die Mutter des toten Jungen, erträgt es kaum, dass Hamish sich nun bei ihnen in Donegal aufhält. Evan, der Junge der ebenfalls im Auto saß, will ihren Unfallgegner hingegen kennenlernen. Die beiden freunden sich an.

## Produktion
Regie führte Antonia Campbell-Hughes, die auch das Drehbuch schrieb. Sie wurde 2011 von Screen International zu einem der „Stars of Tomorrow“ gekürt und ist im deutschsprachigen Raum vor allem durch ihre Rolle in dem Filmdrama 3096 Tage von Sherry Hormann bekannt, in dem sie in der Hauptrolle Natascha Kampusch spielte. Mit It Is In Us All gibt sie ihr Regiedebüt bei einem Spielfilm.
Nachdem ursprünglich Jim Sturgess für die Hauptrolle vorgesehen war, übernahm diese Cosmo Jarvis, der Hamish Considine spielt. Der Newcomer Rhys Mannion spielt den Teenager Evan, der als Beifahrer in dem Unfallfahrzeug saß. Claes Bang spielt Hamishs Vater Jack. In Nebenrollen sind Mark O’Halloran und Lalor Roddy zu sehen. Die Regisseurin selbst spielt in einer kleinen Rolle Cara Daly, die Mutter des bei dem Unfall verstorbenen Jungen.

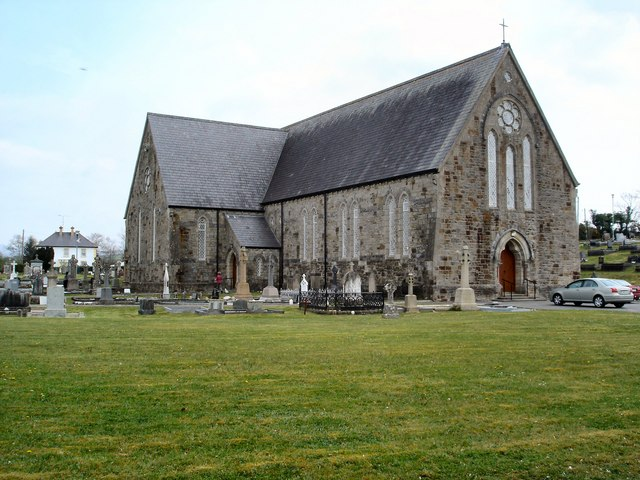
Die Kirche von Donegal im Nordwesten der Republik Irland

Die Dreharbeiten fanden von Mitte Oktober bis Mitte November 2020 in Donegal im Nordwesten der Republik Irland statt, dem Handlungsort des Films. Die Basis richtete man im dortigen Gemeindezentrum ein. Donegals Sozialamt wurde zum Flughafen umgestaltet. Als Kameramann fungierte Piers McGrail, der mit Jarvis zuletzt bei Shadow of Violence und mit Campbell-Hughes bei Never Grow Old arbeitete.
Der Film feierte am 14. März 2022 beim South by Southwest Film Festival seine Premiere. Im Juni 2022 wurde er beim Sydney Film Festival gezeigt. Dort wurde It Is In Us All im Programm „Europe! Voices of Women in Film“ vorgestellt, das von dem paneuropäischen Netzwerk European Film Promotion zusammengestellt wurde und zehn europäischen Filmemacherinnen die Möglichkeit gab, ihre Filme zu präsentieren. Ende Juni 2022 wurde er beim Filmfest München gezeigt und im Juli 2022 beim Galway Film Fleadh. Im August 2022 erfolgten Vorstellungen beim Edinburgh International Film Festival.

## Rezeption

### Kritiken
Von den bei Rotten Tomatoes aufgeführten Kritiken sind 79 Prozent positiv.

### Auszeichnungen
British Independent Film Awards 2022
- Nominierung als Bester Hauptdarsteller (Cosmo Jarvis)[15]

Filmfest München 2022
- Nominierung im Wettbewerb Cinevision[11]

Frameline San Francisco International LGBTQ Film Festival 2022
- Nominierung als Bester Debütfilm für den Jury Prize (Antonia Campbell-Hughes)[16]

Irish Film & Television Awards 2023
- Nominierung für die Beste Regie (Antonia Campbell-Hughes)
- Auszeichnung für die Beste Kamera (Piers McGrail)[17][18]

South by Southwest Film Festival 2022
- Nominierung im Narrative Feature Competition
- Special Jury Recognition for Extraordinary Cinematic Vision (Cast und Crew)[2][19]